# TCO (Standard)

TCO-Prüfsiegel

Das TCO-Prüfsiegel für die ergonomische Qualität von in Büroumgebungen eingesetzten Produkten wird vom Dachverband der schwedischen Angestellten- und Beamtengewerkschaft, der Tjänstemännens Centralorganisation (TCO), vergeben. Bekannt geworden ist es vor allem für Computermonitore (TCO ’92, ’95, ’99, ’03, ’06). Es werden aber auch andere Gegenstände wie Drucker (TCO ’99), Büromöbel (TCO ’04) und Mobiltelefone (TCO ’01) zertifiziert.
Obwohl die strengen TCO-Prüfsiegel keine gesetzliche Anforderung sind, sind sie weit verbreitet. Selbst gute preiswerte Bildschirme erfüllen einen TCO-Standard – jedoch nicht immer den aktuellen. Die Kontrolle erfolgt stichprobenartig. Der TCO-Standard ist zusammen mit dem Energy Star das älteste noch bestehende Label, das Computerhardware unter Green-IT-Aspekten bewertet.

## TCO ’92
TCO ’92 ist eine Erweiterung des MPR-II-Standards (Strahlungsmessung im Abstand von 30 cm). Es gewährleistet zusätzlich zu diesem das Abschalten des Monitors in Ruhepausen. TCO ’92 ist inzwischen ausgelaufen und nicht mehr gültig.

## TCO ’95

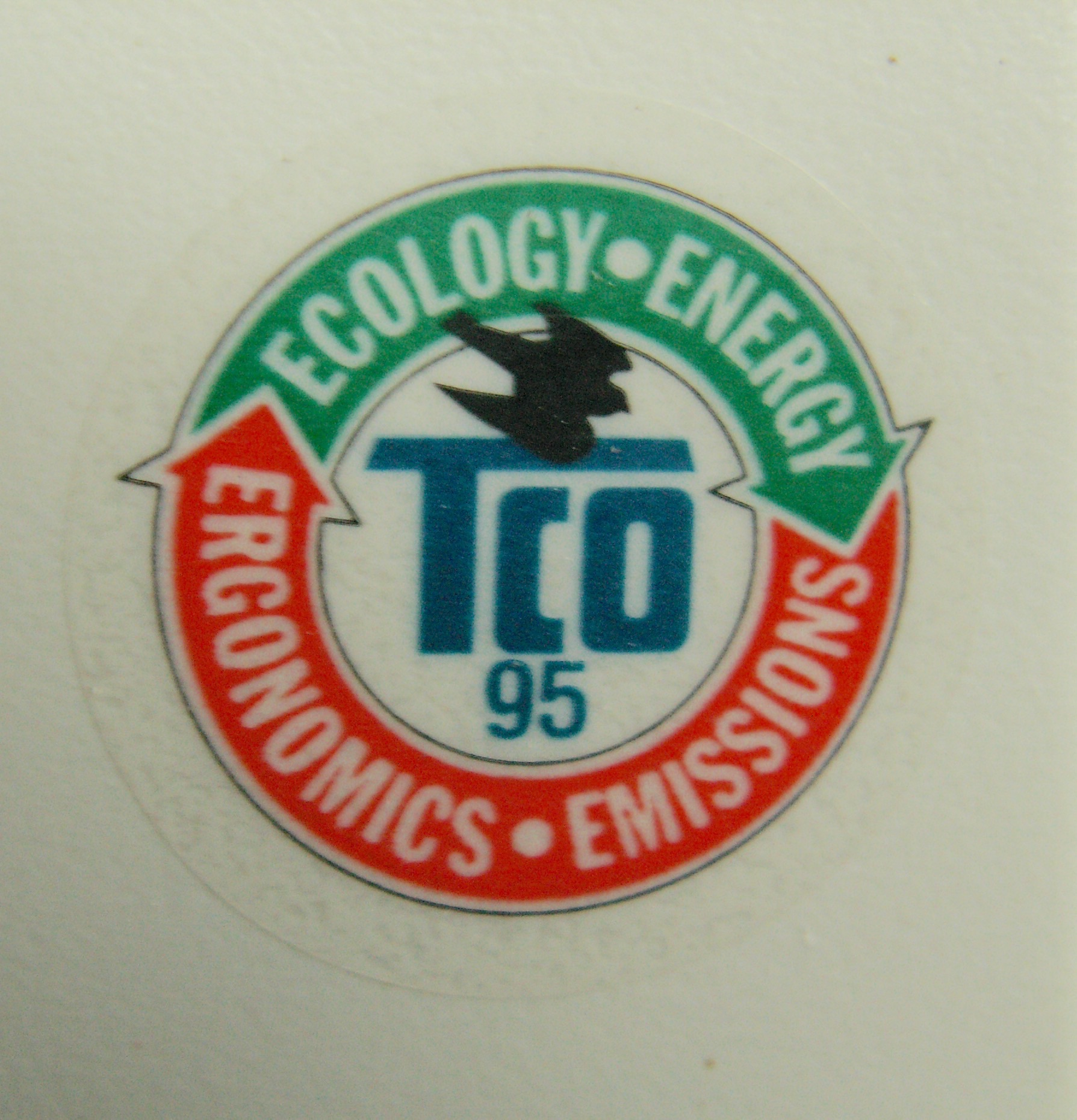
Prüfsiegel TCO’95

TCO ’95 ist ein Prüfsiegel für herkömmliche Kathodenstrahl-Monitore (CRT), Tastaturen und Systemeinheiten.
Es wird die Strahlenemission entsprechend TCO ’92, die elektronischen Eigenschaften nach DIN EN ISO 9241 beziehungsweise bei Monitoren die Helligkeit, Kontrast, Bildstabilität und die Zeichendarstellung geprüft. Des Weiteren wird auch die Umweltverträglichkeit nach TCO ’92 beachtet. TCO ’95 wird seit 2003 nicht mehr vergeben. Für Monitore soll TCO ’03 verwendet werden.

## TCO ’99

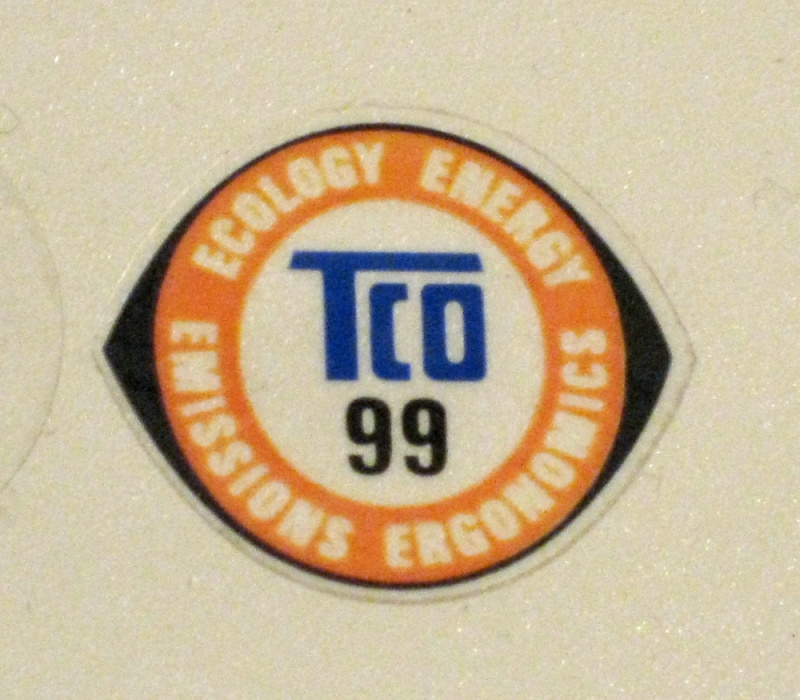
Prüfsiegel TCO’99

Das Prüfsiegel TCO ’99 erweitert den Geltungsbereich auf die Kategorien Flachbildschirme, Kathodenstrahl-Monitore, Desktop- und Notebook-PCs, Tastaturen und Drucker.
Es beinhaltet nicht nur die Grenzwerte der TCO ’95 für elektrische und magnetische Felder, sondern definiert auch weitere Richtlinien für Ergonomie und Emissionen. Drucker müssen u. a. auch Kriterien zu Staub- und Ozon-Emissionen erfüllen. Bildschirme werden auf folgende Kriterien geprüft:
- Flimmer- und Flackerfreiheit
- gleichmäßige Leuchtdichte
- Ionisierende Strahlung muss gegen 0 gehen
- verbesserter Leuchtdichtenkontrast
- Vermeidung von Reflexionen des Bildschirmgehäuses
- verminderter Lärm von Bildschirmen (unangenehmes Pfeifen)
- Vorgeschriebene Leistungsaufnahme des Monitors im Stand-by-Modus und im abgeschalteten Modus (maximal 15 Watt / 5 Watt). Zudem wurden die ökologischen Richtlinien erweitert: Es dürfen keine FCKWs oder chlorierte Lösungsmittel verwendet werden; verbaute Teile dürfen nicht bromhaltig sein bzw. chlorierte Flammschutzmittel verwendet werden. Zur Entsorgung der Geräte muss der Hersteller einen Vertrag mit einer Recyclingfirma abschließen. Auf den 1. Januar 2009 wurde die Vergabe von Zertifikaten für Drucker eingestellt. Die Zertifikate schon zertifizierter Printer verlieren ihre Gültigkeit per 31. Dezember 2011.

## TCO ’01
Das Prüfsiegel TCO ’01 wird nur für Mobiltelefone vergeben.
Neben Strahlenemission wird auf Benutzer- und Umweltfreundlichkeit wert gelegt.
Bei den Emissionen muss das Gerät zusätzlich zu einer spezifischen Absorptionsrate (SAR) von maximal 0,8 W/kg (gemessen nach CENELEC-Norm: EN 50360/61) einen sogenannten „Telephone Communication Power“-Wert (TCP-Wert) von mindestens 0,3 Watt aufweisen. Der TCP-Wert beschreibt die Signalstärke, also jenen Anteil der vom Telefon aufgenommenen Leistung, der tatsächlich als Signal an der Netzantenne ankommt. Je höher der TCP-Wert ist, desto geringer ist der Anteil der Sendeleistung, welcher ungenutzt verloren geht. Ungenutzt bleibt zum Beispiel vom Gehäuse und dem menschlichen Körper absorbierte Strahlung.
Um eine eventuelle Strahlenbelastung zu minimieren, sollte der SAR-Wert möglichst niedrig sein. Ein hoher TCP-Wert stellt dabei sicher, dass die Reduktion des SAR-Wertes nicht auf Kosten der Kommunikationsleistung geht. Beide Werte gelten für das GSM-Netz. Wegen mangelnder Verbreitung sind noch keine Grenzwerte für das UMTS-Netz festgelegt worden.
In die Benutzerfreundlichkeit fließen die Gestaltung und Nutzbarkeit von Tastatur, Tasten, Display, Zubehör und des Benutzerhandbuches ein. Das Kriterium Umweltfreundlichkeit fordert wie bei anderen TCO-Siegeln auch, den Verzicht beziehungsweise die Reduktion von gesundheitsgefährdenden Schwermetallen und bestimmten Flammschutzmitteln.
Bisher (Stand: März 2007) wurde TCO ’01 für noch kein Mobiltelefon beantragt. Vielmehr stellten die befragten Hersteller – nach anfänglichen Kooperationsbekundungen – keine Geräte für einen kostenlosen Test zur Verfügung. Deshalb kauft die TCO selbständig Geräte auf dem schwedischen Markt und veröffentlicht die Testergebnisse im Internet.

## TCO ’03

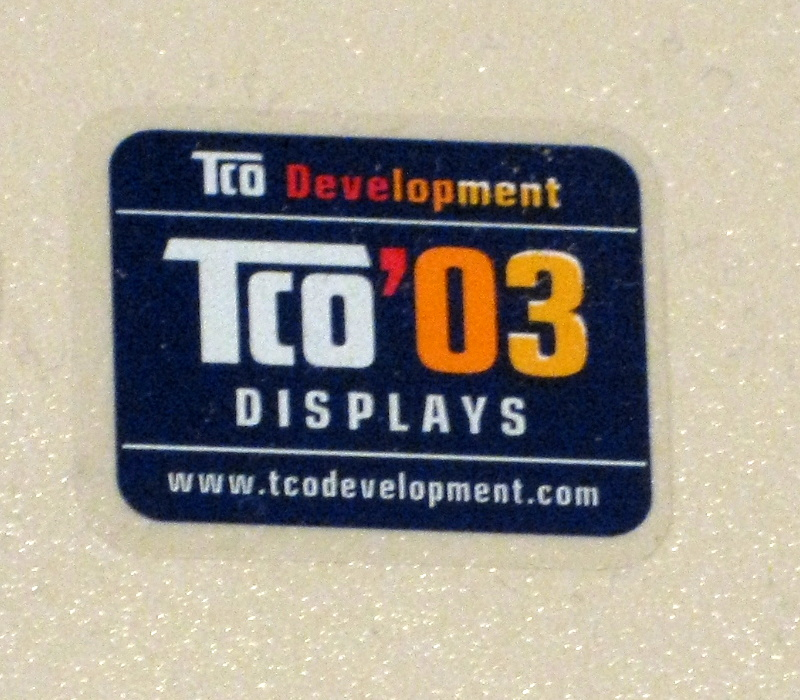
Prüfsiegel TCO’03

TCO ’03 zertifiziert nur Kathodenstrahl- und Flachbildschirme. Die Anforderungen enthalten die Bedingungen von TCO ’99. Die ursprüngliche Anforderung, dass der Monitor ein helles Gehäuse haben sollte, da dies als augenfreundlicher gilt, wurde im Oktober 2005 aufgegeben. Allerdings schreibt das TCO Development zur Farbe des Rahmens: „Denken Sie daran, wie der Raum aussieht, in dem der Monitor stehen soll. Wählen Sie einen Monitor mit einer neutralen Farbe in Bezug auf die Licht- und Beleuchtungsverhältnisse in seiner Umgebung. Der Monitorrahmen sollte nicht zu dunkel oder zu hell im Vergleich zu der Wand hinter dem Monitor sein.“
Um eine entspannte Kopfhaltung zu ermöglichen, sollte die Blicklinie um etwa 35° aus der Waagerechten abgesenkt werden und einen annähernd rechten Winkel mit der Bildschirmoberfläche bilden. Dies erfordert, dass der Bildschirm in der Neigung verstellbar ist und dass der Winkel der Draufsicht verändert werden kann. Außerdem ist es wichtig, dass die Sicht von allen Seiten auf den Bildschirm eine hohe Qualität aufweist.
Eine ausführlichere Auflistung der Änderungen zwischen TCO ’99 und TCO ’03 findet sich auf der offiziellen Homepage.

## TCO ’04
Dieses Prüfsiegel wird nur auf Büromöbel wie Tische oder Stühle angewandt.
Es regelt die mögliche Sitzposition zur Vorbeugung gegen Rückenschäden. Des Weiteren wird auf chemische Ausdünstungen geachtet.

## TCO ’05
Dieses Prüfsiegel zertifiziert nur Desktop- und Notebook-PCs und ist somit ein Nachfolger der PC-Version von TCO ’99.

## TCO ’06
Das TCO-Gütesiegel für Multimediabildschirme garantiert folgende Eigenschaften:
Ergonomie
- Gute Qualität auch bei der Wiedergabe von bewegten Bildern durch kurze Bildaufbauzeit, eine gute Schwarzskala und höhere Anforderungen an die Graustufen.
- Hohe sichtergonomische Anforderungen an das Schirmbild, die eine hohe Bildqualität und Farbwiedergabe garantieren.

Emission
- erhebliche Reduzierung magnetischer und elektrischer Felder

Energie
- niedriger Energieverbrauch im Standby-Modus

Umwelt
- Der Bildschirm ist für das Recycling vorbereitet, was die Materialwiedergewinnung erleichtert.
- Hersteller muss nach ISO 14001 oder EMAS zertifiziert sein
- Reduzierte Emission von bromierten und chlorierten Flammschutzmitteln und Schwermetallen in die Natur (erfüllt auch die RoHS-Richtlinie vom 1. Juli 2006).

## Ausblick
Ein Siegel zur Gestaltung von Sprechgarnituren ist in Vorbereitung.